# Carlo Borromeo
Carlo Borromeo, latinizat Carolus Borromaeus, (n. 2 octombrie 1538, Arona, Ducatul Milanului – d. 3 noiembrie 1584, Milano, Ducatul Milanului) a fost un arhiepiscop de Milano, cardinal, reprezentant important al Contrareformei, canonizat ca sfânt în anul 1610.
În timpul epidemiei de ciumă din 1576-1578 s-a implicat în pastorația bolnavilor, ceea ce i-a afectat propria stare de sănătate. A murit la vârsta de 46 de ani.

## Varia
Este patronul Universității din Salzburg. În religiozitatea populară catolică este considerat apărător împotriva ciumei.
Este sărbătorit pe 4 noiembrie (calendarul romano-catolic).
Numeroase biserici, în special din nordul Italiei și din Austria, îi poartă numele. Mănăstirea Piaristă și Gimnaziul Piarist din Sighet i-au purtat numele.

## Galerie de imagini

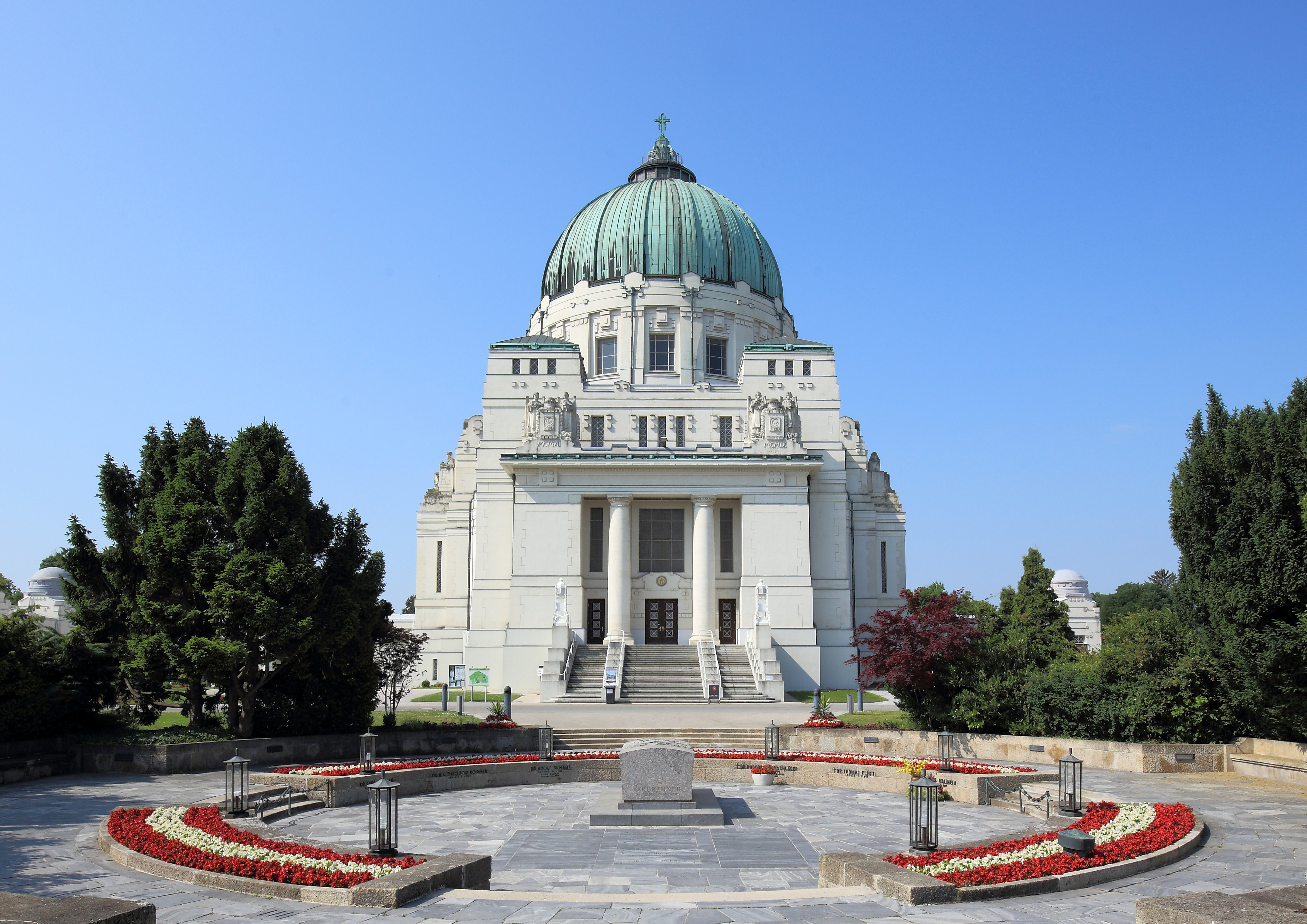
Biserica "Sf. Carol Borromeo" din Cimitirul Central din Viena, cu cripta președinților Austriei (în prim plan)
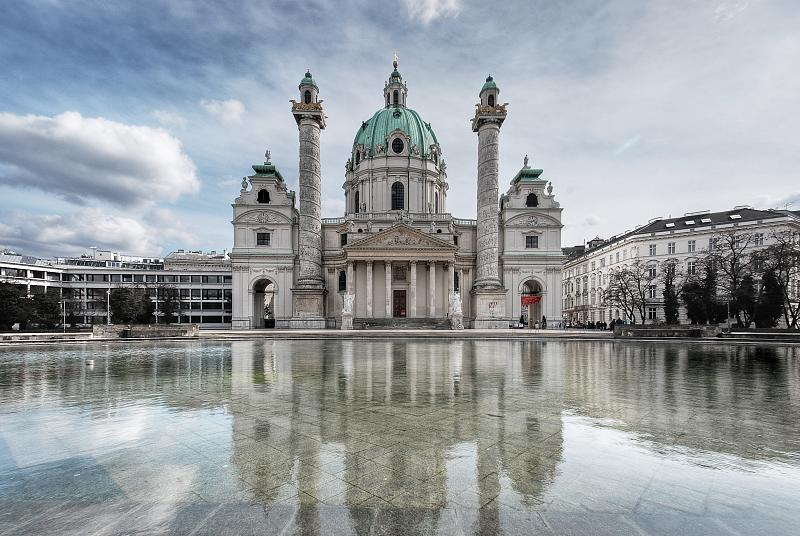
Biserica "Sf. Carol Borromeo" din centrul Vienei, capodoperă a barocului austriac
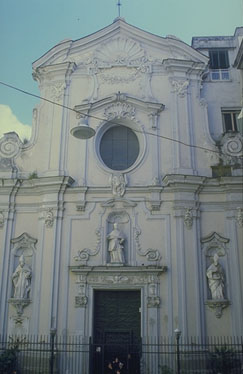
Biserica "San Carlo alle Mortelle" din Napoli
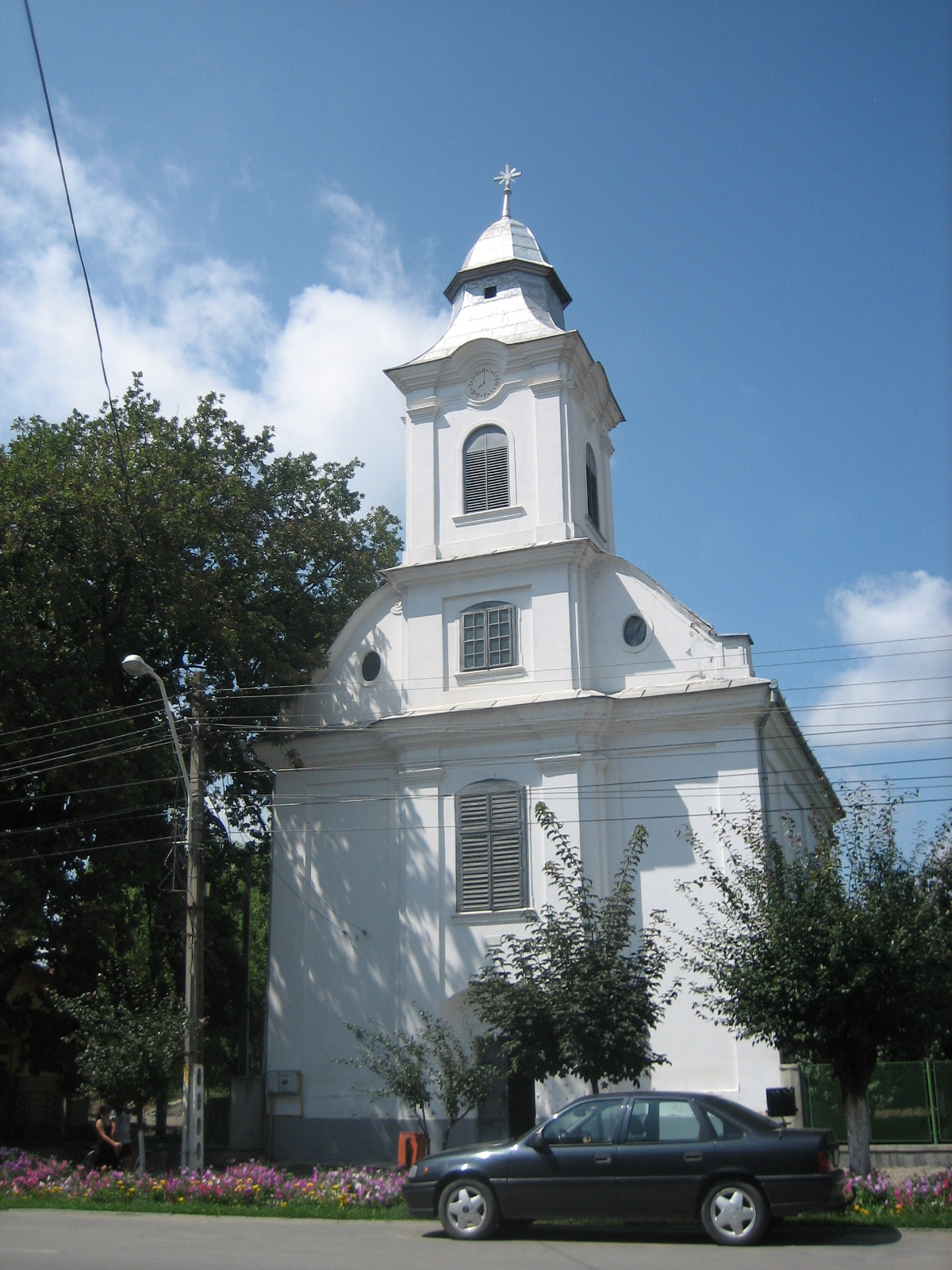
Biserica "Sf. Carol Borromeo" din Ocna Mureș